# Zeleniške
Il monte Zeleniške (in sloveno: Zeleniške špice) con 2.127 m s.l.m. è una cima delle Alpi di Kamnik e della Savinja della sezione Alpi di Carinzia e di Slovenia.